# Короналне рупе
Короналне рупе су области у корони Сунца где је густина мања око 10 пута од густине других делова короне, као и температура плазме. Први пут су детектоване средином 70-их година 20. века са свемирске станице Скајлаб. Регистровано је да соларни ветар највише отиче са Сунца управо кроз короналне рупе. Недостатак материје у областима короналних рупа последица је чињенице да гас може слободно да отиче у околни простор великом брзином, вођен поремећајима у атмосфери и магнетном пољу Сунца. На местима где се налазе короналне рупе линије магнетног поља су готово отворене, те се простиру од површине Сунца и залазе далеко у међупланетарни простор. Наелектрисане честице настоје да прате линије магнетног поља и због тога напуштају површину Сунца. У други деловима короне линије магнетног поља остају ближе површини Сунца и тако задржавају наелектрисане честице у близини површине онемогућавајући интензивно отицање соларног ветра (ово је еквивалентно ситуацији на Земљи где магнетно поље наше планете тежи да спречи честице соларног ветра да падну на Земљу). Највеће короналне рупе могу да имају димензије мерене стотинама хиљада километара. Структуре такве величине могу се видети, у просеку, само неколико пута сваке деценије. Мање рупе, димензија десетак хиљада километара, много су чешће и јављају се сваких неколико сати.